# Холодное чтение
Холодное чтение (англ. cold reading) — в англоязычной литературе набор приёмов, которые используют менталисты, экстрасенсы, гадалки, медиумы и иллюзионисты, чтобы создать видимость того, что они знают о человеке гораздо больше, чем есть на самом деле.
Человек, практикующий холодное чтение, может получить большое количество информации о субъекте, о котором он до этого ничего не знал. Это делается при помощи анализа языка тела, возраста, стиля одежды, причёски, пола, сексуальной ориентации, религии, расы или этнической принадлежности, уровня образования, манеры речи, места происхождения и т. д. Практикующие холодное чтение обычно используют догадки, которые имеют статистически высокую вероятность оказаться верными, быстро корректируя свои предположения в зависимости от реакции субъекта, на котором используется эта техника. Если догадка оказалась неудачной, то внимание переносится на другую тему, тогда как на верной догадке внимание заостряется.

## Описание процедуры
Перед началом чтения ведущий, как правило, пытается подготовить зрителей и обеспечить их сотрудничество. Например, он употребляет выражения вроде «Я вижу немного размытые картинки, которые могут иногда значить для вас больше, чем для меня. Если вы поможете, то вместе мы сможем узнать что-то новое». Одним из наиболее важных элементов убедительного холодного чтения является доброволец, который готов интерпретировать расплывчатые формулировки, — это помогает сделать более точные предположения.
После того как фокусник установил, что доброволец готов сотрудничать, он обычно начинает с пробных вопросов или утверждений, обращая внимание на реакцию, которая выражается как вербально, так и невербально — в выражении лица, в движениях тела. Получив подтверждение одному из своих утверждений, ведущий продолжает генерировать догадки в том же направлении. Успех подчёркивается повторением и перефразированием. Догадки, которые не оказываются успешными и не вызывают реакции, быстро отбрасываются. Цель состоит в том, чтобы создать впечатление, будто вся новая информация идёт от фокусника. Успешные попадания, которые вызывают эмоциональную реакцию, для усиления эффекта постоянно повторяются.
Комбинируя технику холодного чтения с тем, что удалось узнать о человеке до сеанса (так называемое «Горячее чтение»), можно произвести очень сильное впечатление на публику.